# يوحنا ويستون
يوحنا ويستون (بالإنجليزية: John Weston)‏ (19 أكتوبر 1900 في المملكة المتحدة - 1 يناير 1984) هو لاعب كرة قدم بريطاني (وحمل سابقاً جنسية المملكة المتحدة لبريطانيا العظمى وأيرلندا) في مركز جناح ‏. لعب مع نادي بيرنلي ونادي شيلبورن ونادي نورثامبتون تاون.